# Dmytro Hrachov
Dmytro Olehovych Hrachov (en ucraniano: Дмитро Олегович Грачов; Leópolis, 5 de diciembre de 1983) es un deportista ucraniano que compitió en tiro con arco, en la modalidad de arco recurvo.
Participó en dos Juegos Olímpicos de Verano, obteniendo una medalla de bronce en Atenas 2004, en la prueba por equipo (junto con Viktor Ruban y Olexandr Serdiuk), y el quinto lugar en Londres 2012, en la misma prueba.
Ganó una medalla de bronce en el Campeonato Europeo de Tiro con Arco al Aire Libre de 2012 y una medalla de oro en el Campeonato Europeo de Tiro con Arco en Sala de 2004.

## Palmarés internacional
| Juegos Olímpicos                 | Juegos Olímpicos         | Juegos Olímpicos  | Juegos Olímpicos |
| Año                              | Lugar                    | Medalla           | Prueba           |
| -------------------------------- | ------------------------ | ----------------- | ---------------- |
| 2004                             | Atenas (Grecia)          | Medalla de bronce | Equipo           |
| Campeonato Europeo al Aire Libre |                          |                   |                  |
| Año                              | Lugar                    | Medalla           | Prueba           |
| 2012                             | Ámsterdam (Países Bajos) | Medalla de bronce | Equipo           |
| Campeonato Europeo en Sala       |                          |                   |                  |
| Año                              | Lugar                    | Medalla           | Prueba           |
| 2004                             | Sassari (Italia)         | Medalla de oro    | Equipo           |